# Tour des Fjords

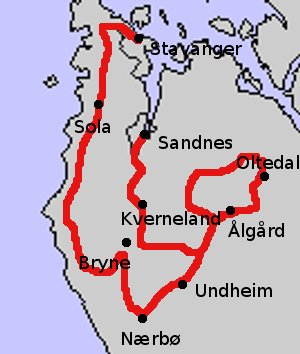
Route van Tour des Fjords

De Tour des Fjords was een wielerkoers over meerdere etappes in de omgeving van Rogaland. Van 2008-2012 werd de koers als de Rogaland GP verreden en was in deze periode een eendaagse wedstrijd. Vanaf 2013 maakte de wedstrijd deel uit van de UCI Europe Tour in de categorie 2.1. In 2018 werd de laatste editie gehouden vanwege de fusie met de Ronde van Noorwegen met ingang van 2019.

## Lijst van winnaars

### Meervoudige winnaars
| Overwinningen | Renner             | Land               | Jaren      |
| ------------- | ------------------ | ------------------ | ---------- |
| 2             | Alexander Kristoff | Vlag van Noorwegen | 2014, 2016 |

### Overwinningen per land
| Overwinningen | Land                                               |
| ------------- | -------------------------------------------------- |
| 6             | Noorwegen                                          |
| 1             | Oekraïne, Oostenrijk, Rusland, Spanje, Zwitserland |